# Porella proboscidea
Porella proboscidea is een mosdiertjessoort uit de familie van de Bryocryptellidae. De wetenschappelijke naam van de soort is voor het eerst geldig gepubliceerd in 1888 door Hincks.